# Iglesia de San Antolín de Bedón
La iglesia de San Antolín de Bedón, un templo benedictino románico edificado en el siglo XIII, está situada en el concejo asturiano de Llanes, en España, cerca del monasterio de San Salvador de Celorio en la desembocadura del río Bedón que divide en dos la playa de San Antolín. Al ser una obra con los rasgos de construcción del Císter no presenta apenas ornamentación.

## Leyendas sobre su fundación
La fundación del monasterio de San Antolín de Bedón, del que queda solamente la iglesia, está envuelta en la leyenda y atribuida a un conde llamado don Munio o Muñazán, leyenda similar a la fundación de la catedral de San Antolín de Palencia. Aunque este conde legendario se ha identificado con el conde asturiano Munio Rodríguez Canis, este último falleció alrededor de 1024 y según estudios recientes «no existió un monasterio benedictino en Bedón en esas fechas tan tempranas». Además, no se conoce nada con certeza «sobre la personalidad de los fundadores, dotación fundacional, ni régimen del establecimiento de San Antolín en la etapa que precede la regularización de la vida monástica (...) que hay que situar antes de 1182»  y no existe «ningún respaldo documental solvente» que permita tal identificación.

## Historia

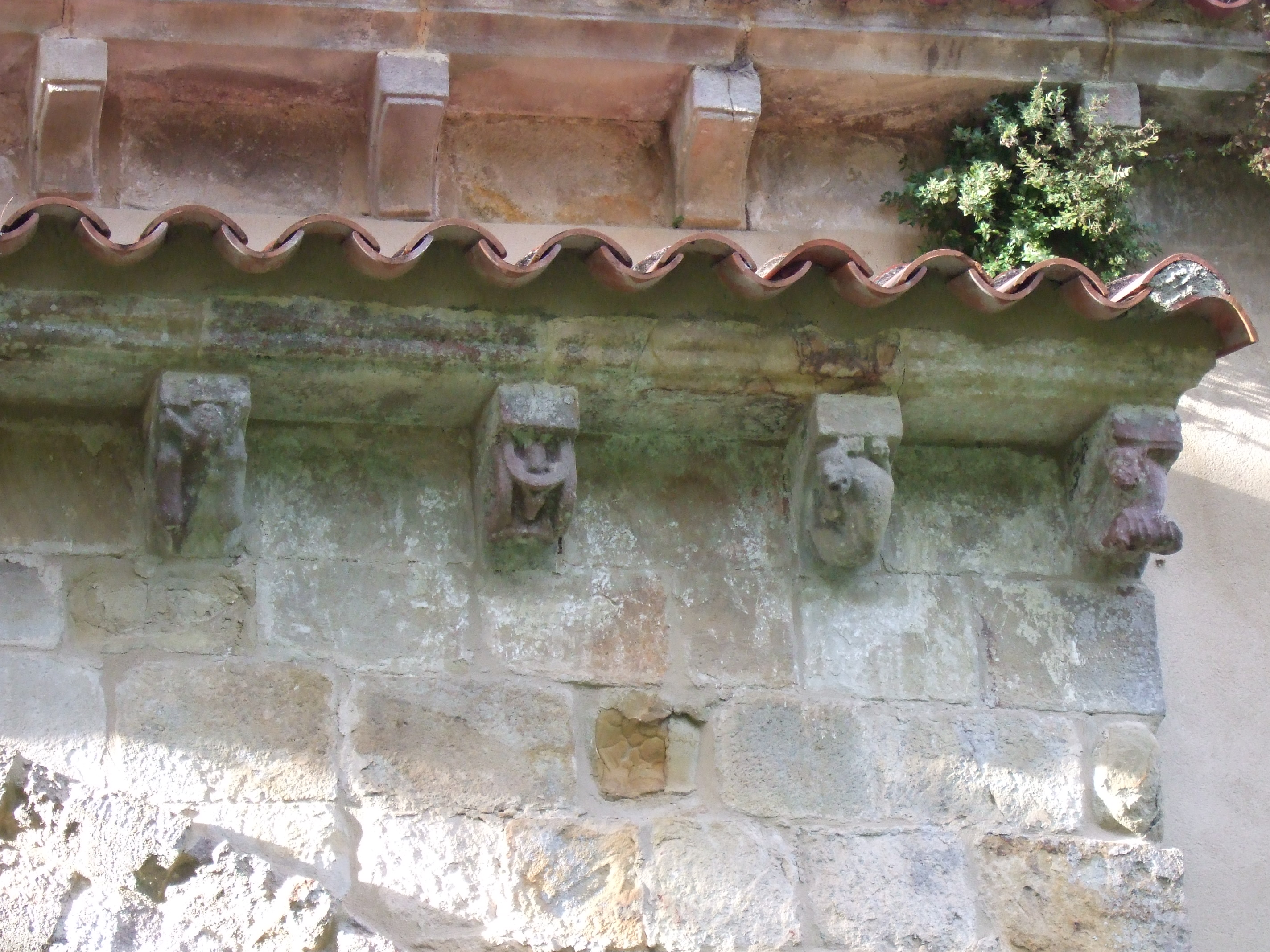
Canecillos en la portada sur

El monasterio fue dedicado a san San Antolín de Apamea, un mártir sirio del siglo IV cuyas reliquias se encontraban en la abadía de Frédelas cerca de Toulouse cuyo culto fue introducido en los reinos de la España medieval gracias al impulso del obispo Ponce, consejero del rey Sancho Garcés III de Pamplona.Las primeras referencias del monasterio datan del siglo XII —años 1127, 1174 y 1176— aunque son extractos de la documentación original perdida. La primera mención fehaciente se encuentra en una donación hecha en 26 de enero de 1186 por Gonzalo Pérez (Petri) y su hijo Martín González que ceden unas propiedades al monasterio de San Vicente en Oviedo. La donación está confirmada por domno Iohanne abbate Sancti Antonini. Probablemente fue a principios del siglo XIII cuando el monasterio se acogió a la regla benedictina y comenzaron las obras de la iglesia según consta en una inscripción donde se menciona que la obra la comenzó el abad Juan en 1205 así como otra de la misma fecha en la cabecera de la iglesia. El estilo de la iglesia es similar al de Santa María de Valdediós próxima al monasterio del mismo nombre, aunque esta última fue construida pocos años después de la de San Antolín.
El monasterio recibió varias donaciones de nobles asturianos, entre ellos de Pedro Díaz de Nava, en su testamento del 9 de abril de 1289, así como de Rodrigo Álvarez de las Asturias, quien en su testamento otorgado el 16 de agosto de 1331 dejó mil maravedíes para que los monjes cantasen misas por su alma.
En su viaje a Castilla después de haber sido reconocido como rey por el papa León X, Carlos I y su séquito estuvieron en el monasterio de San Antolín, cuyo abad en esa fecha, el 16 de septiembre de 1517, era Pedro de Posada. Tres años después, el rey, por una real cédula del 4 de abril de 1520, autorizó al abad para que pudiera fundar un mayorazgo en su hijo que fue legitimado por el monarca.

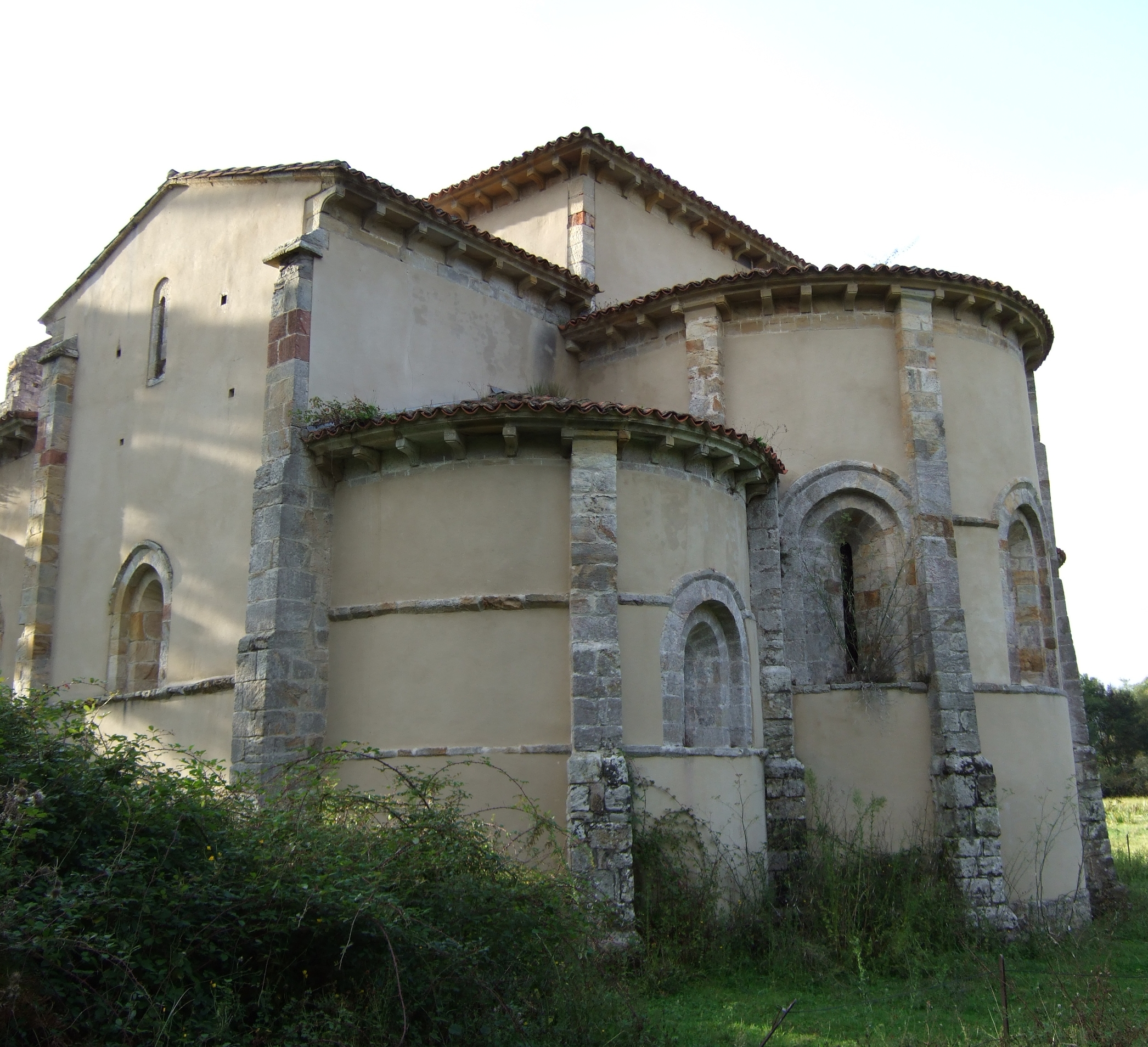
Ábsides de la iglesia

En 1531, el papa Clemente VII, mediante una bula apostólica, dispuso que el cenobio fuese incorporado a la congregación de San Benito en Valladolid debido a la decadencia y deterioro del monasterio. Se nombró como nuevo abad a Juan de Estella quien ya figura en su cargo en 1532 después de la anexión. Sin embargo, al no solucionarse los problemas del cenobio, doce años más tarde, en 1544, «a petición de los vecinos y caballeros de la villa y concejo de Llanes», San Antolín fue anexionado como priorato al cercano monasterio de San Salvador de Celorio.
Después de la desamortización la iglesia quedó abandonada cuando los vecinos consiguieron que los oficios religiosos se celebrasen en Naves, adonde se trasladaron el «retablo mayor, los altares y la pila bautismal». También obtuvieron el permiso del obispo en 1858 para derribarla y reutilizar los materiales para reformar la capilla de Santa Ana de Naves. La Comisión Provincial de Monumentos, sin embargo, logró salvar la iglesia y el obispo aprobó la construcción de otra parroquia en Naves y revocó el permiso anterior.
El 4 de junio de 1931 fue publicado un decreto en la Gaceta de Madrid en que la iglesia quedó catalogada como «monumento histórico-artístico», en la actualidad bien de interés cultural. Darío de Regoyos lo reprodujo en un óleo, expuesto en el Museo de Bellas Artes de Asturias.